# تشاد برنس
تشاد برنس (بالإنجليزية: Chad Prince)‏ (19 يوليو 1979 في الولايات المتحدة - ) هو لاعب كرة قدم أمريكي في مركز الدفاع. لعب مع شيكاغو فاير وMilwaukee Rampage ‏.

## وصلات خارجية
- تشاد برنس على موقع الدوري الأمريكي (الإنجليزية)
- تشاد برنس على موقع قاعدة بيانات كرة القدم.إي يو (الإنجليزية)